# Список дворцов Бангкока
Ниже помещается список дворцов, находящихся в столице Таиланда Бангкоке и принадлежащих сейчас или принадлежавших в прошлом членам Тайской королевской семьи.

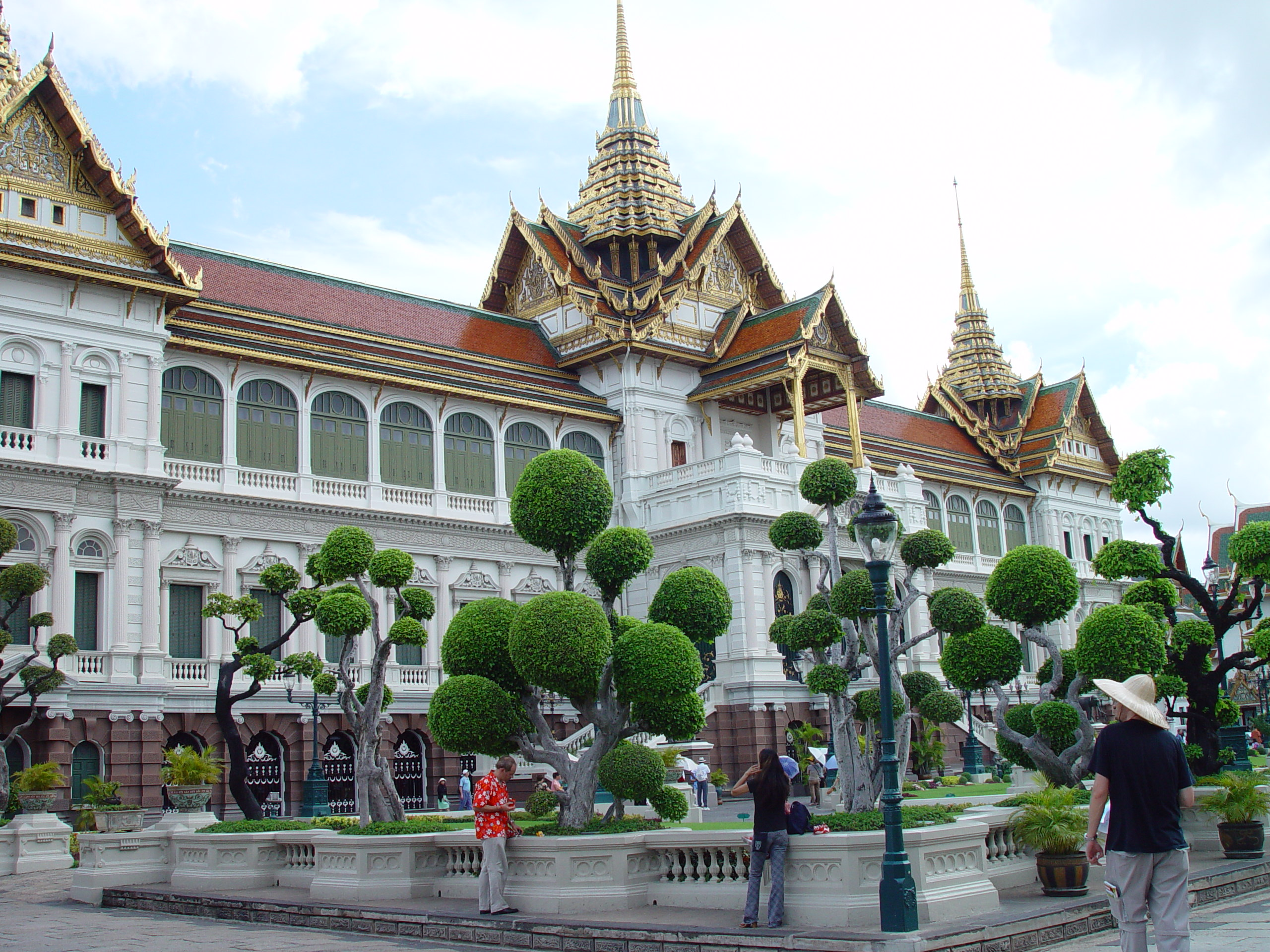
Зал Чакри Махапрасада в Большом дворце

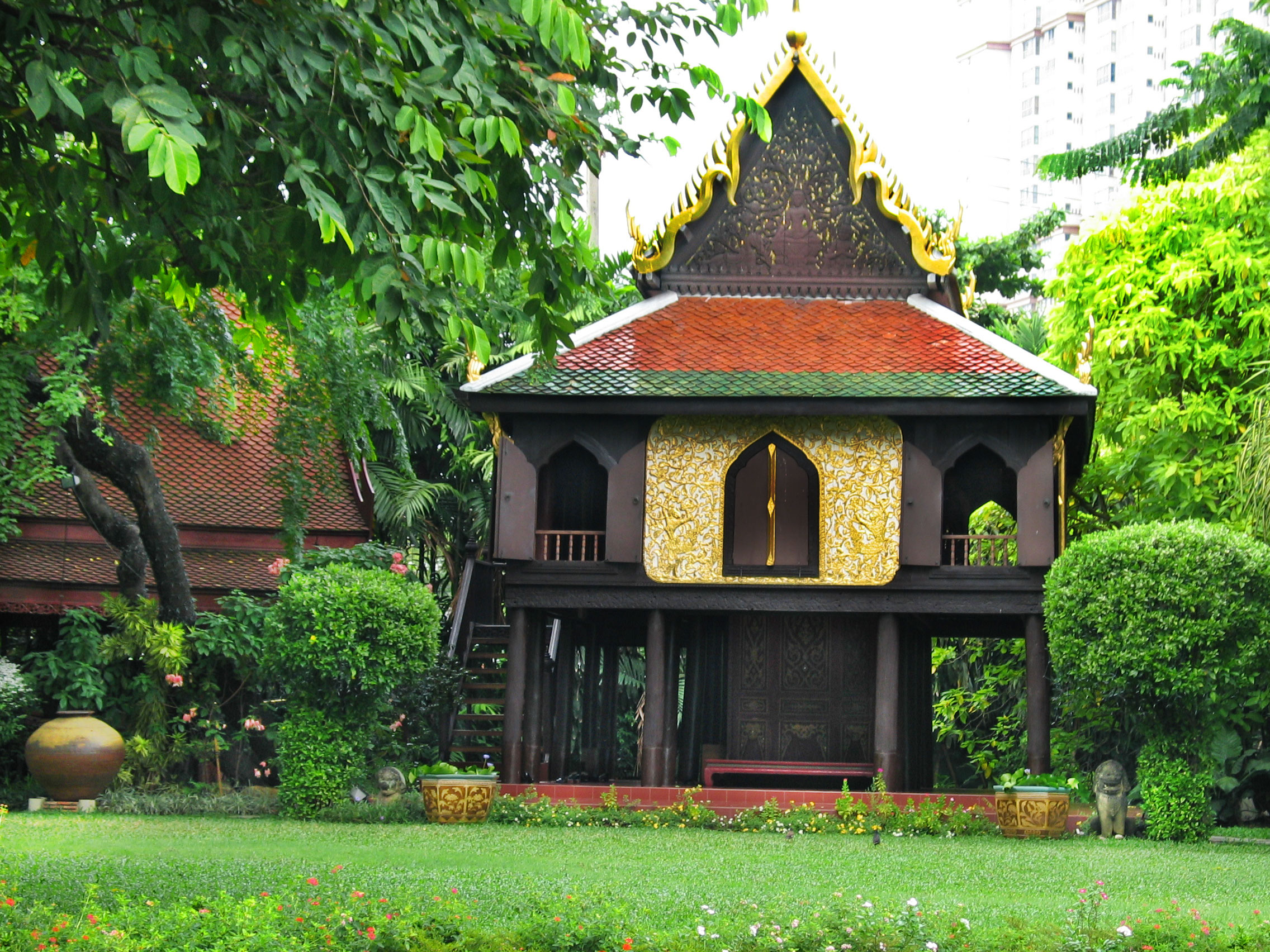
Лакированный павильон во дворце Суан Пакард

## Современные резиденции членов Тайской королевской семьи
- Большой дворец.
- Дусит
- Ле Дикс
- Срапратум
- Нонтхабури
- Сукхотаи
- Чакри Бонгкот
- Читралада — современная резиденция короля Пумипона Адульядета.

## Прежние резиденции членов Тайской королевской семьи
- Банг Кхун Пхром — принадлежит Банку Таиланда. Во дворце находится Музей Банка Таиланда.
- Бурапха Пхиром — рынок.
- Варадис — музей.
- Виманмек — музей.
- Лдаван — Королевское имущественное бюро.
- Парускаван — здание штаб-квартиры Национального разведывательного агентства Таиланда.
- Пхентчабун — торговый комплекс CentralWorld.
- Пхая Тхай — принадлежит госпиталю Пхрамонгкутклао.
- Реар — часть комплекса госпиталя Сирирадж.
- Саранром — находится в составе парка Саранром.
- Старый дворец — штаб-квартира Тайского королевского военно-морского флота.
- Суан Паккад — музей.
- Сунанталаи — отделение Суан Дусит университета Раджабхат.
- Тевавес — принадлежит Банку Таиланда.
- Тхапра — принадлежит университету Силпакорн.
- Фронт — Национальный музей Бангкока.
- Чакрабонгсе — частное владение.
- Чанкасем — принадлежит Министерству образования.